# Guaminí
Guaminí es una ciudad cabecera del partido homónimo, en el centro extremo oeste de la provincia de Buenos Aires, Argentina.

## Toponimia
Según los escritos de la época en que el hombre cristiano llega a la zona, hacía fines de 1800s, el nombre de la localidad se debe al nombre original en mapudungún que los habitantes de la zona le daban a la isla que se encuentran en la Laguna del Monte. "Guaminí" vendría de los vocablos huapi minú (Wapi Minu), que significa "isla adentro". Si hay algo que llamó la atención a los habitantes indígenas sobre la laguna fue la isla (la Isla Sistina) con un monte (conjunto de árboles) poco frecuente en la zona, que agrupaba gran variedad de especies arbóreas. Estas especies de árboles se destacaban por ser los únicos en leguas a la redonda, debido a que la región pampeana originalmente se caracteriza predominantemente por los pastizales.

## Historia

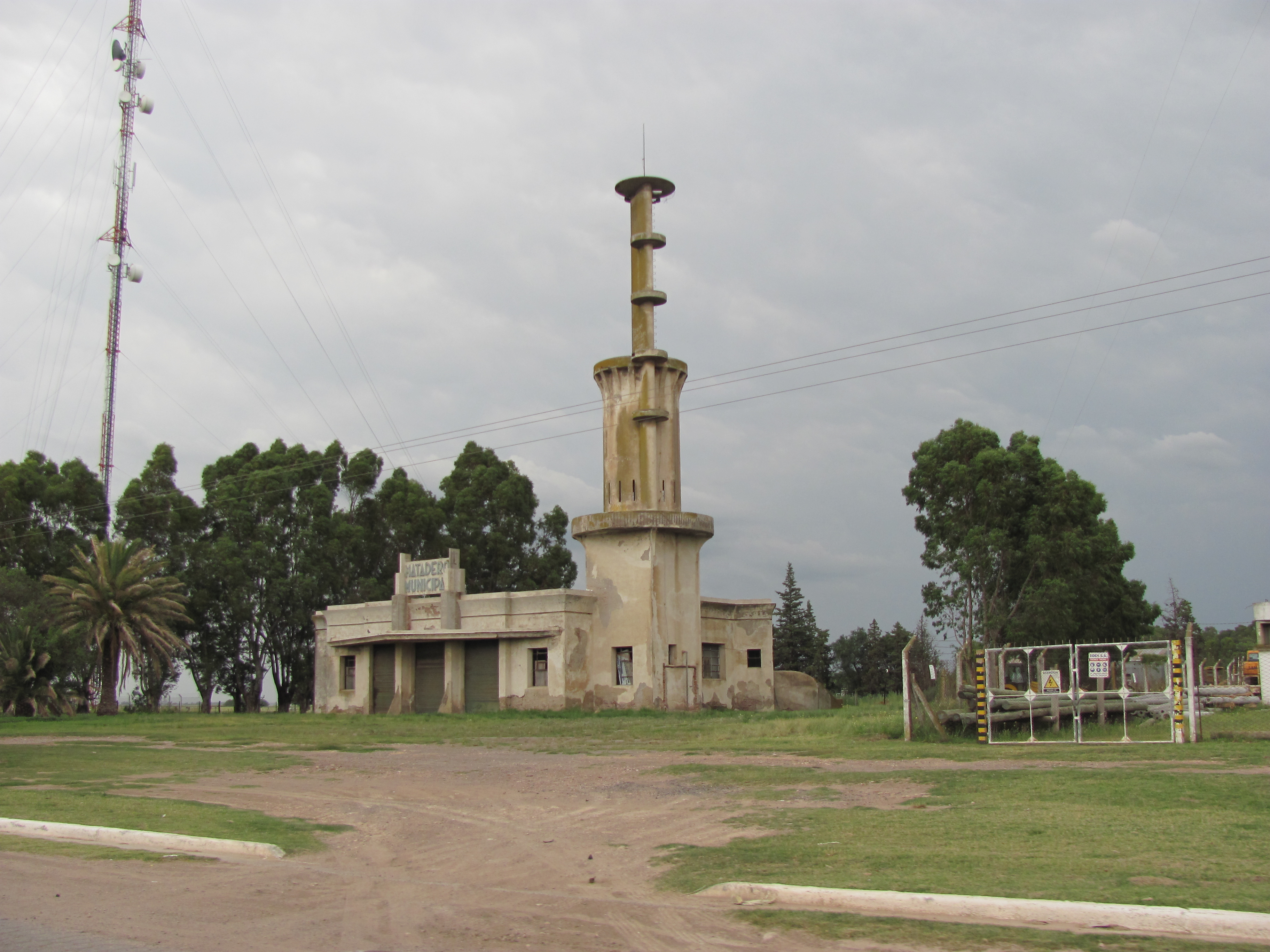
El Matadero de Guaminí.

En 1876 comenzó lo que se conoció como la Campaña del Desierto; el objetivo de Adolfo Alsina (Ministro de Guerra de Nicolás Avellaneda desde 1874) era ocupar lugares estratégicos y establecer una línea de frontera, permitir la instalación de poblaciones en estas zonas, hasta ese entonces habitadas por los pueblos originarios.
En 1877 Alsina muere y es sucedido en su cargo por Roca. Entre marzo y abril comenzó el avance de las cinco columnas que ocuparon Ita-Ló, Trenque Lauquen, Guaminí, Carhué, Puán.
A cargo de la división oeste estaba el teniente coronel Marcelino Estanislao Freyre. La Divisiòn, integrada por el Batallón 7.º de infantería, Regimiento 2 de caballería, un piquete de artillería, uno de guardias provinciales y otro de indios amigos, partió del Fuerte San Carlos (hoy Bolívar) el 18 de marzo de 1876 y el 30 del mismo mes ocupó Laguna del Monte.
El 30 de marzo de 1876 se considera la fecha fundacional del pueblo. Ese día comienza la ocupación efectiva, pero la fundación propiamente dicha se habría realizado el 24 de mayo, como Santa María de Guaminí, y el 28 de mayo de 1883 se dispuso la Ley Fundacional formal de Guaminí.
El 26 de junio de 1878 se fundó la Logia Masónica "Luz del Desierto N°60" bajo los auspicios de la Gran Logia Argentina, la que funcionó hasta la primera mitad del siglo XX.  
Al ser la primera población de la zona, posteriormente se eligió como cabecera del partido del mismo nombre.
La Municipalidad, el matadero, las luminarias y la fuente de la plaza fueron realizadas por el arquitecto Francisco Salamone.

## Geografía
Guaminí está ubicada en la intersección de las RP 65, RP 85 y la RN 33, en el km 200. Se llega a Guaminí desde la ciudad de Buenos Aires por la RP 6 hasta Cañuelas, donde se continua por la RN 205 hasta San Carlos de Bolívar, empalmando allí la RP 65, pasando por Daireaux hasta llegar a la RN 33. En este cruce se está a 6 km de las "Lagunas de las Encadenadas"
Sus principales actividades económicas son la agricultura y la ganadería. 

### Complejo Lacustre "Las Encadenadas"
Estas lagunas ofrecen excelentes piezas de pejerreyes desde la costa o embarcados. Además de pescar, los turistas tienen una variada oferta: playas, arroyos, camping, caza deportiva, deportes náuticos. También se puede saber de la historia de Guaminí, por lo estratégico de sus aguadas, a los dueños de la tierra los pueblos originarios. *Algunos hallazgos geológicos y paleontológicos, se aprecian en el "Museo Municipal"

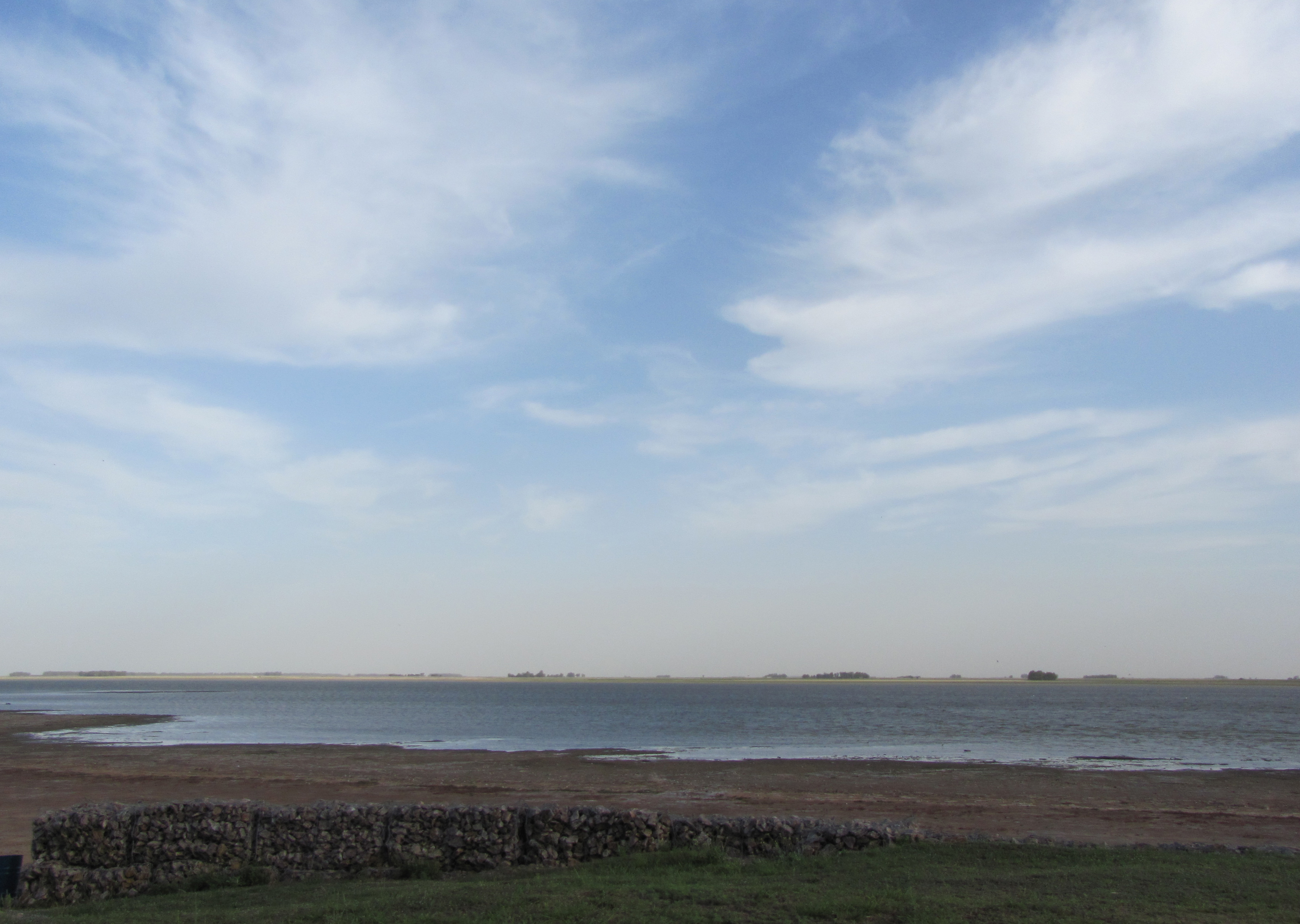
Laguna Cochicó

- "Encadenadas del Oeste": serie de lagunas en el Partido de Guaminí, con desarrollo del miniturismo. Tres lagunas principales conforman los espejos de agua: Laguna del Monte, Laguna Cochicó y Laguna Alsina. Los mayores atractivos son la pesca, los deportes náuticos y la vida al aire libre.
  - Laguna del Monte: alimentada por arroyos de las Sierras de la Ventana. Bordea la ciudad de Guaminí, además hay un amplio balneario con instalaciones sanitarias, proveedurías, camping, deportes, anfiteatro (escenario "Cacique Catriel" donde se realizan fiestas populares.
  - Laguna Cochicó: a 15 km de Guaminí, sobre la RN 33. Balneario con tres cámpines, proveedurías y confiterías. De aguas tranquilas y las bajadas de lanchas lo hacen lugar ideal para deportes náuticos. A 25 km del Lago Cochico, hacia Trenque Lauquen por la RN 33, está la ciudad de Casbas (la más grande del partido). Tiene un museo en la estación del ferrocarril.
  - Laguna Alsina: sobre la RP 65, y viniendo desde Buenos Aires se la encuentra 3 km después de la localidad de Bonifacio. Se entra pasando las compuertas, que unen esta laguna con el lago Cochico. Pasadas las trágicas inundaciones de los años 1980 y 90, se puede practicar la pesca y los deportes náuticos.

## Demografía
Cuenta con 2,845 habitantes (Indec, 2010), lo que representa un incremento del 5% frente a los 2,704 habitantes (Indec, 2001) del censo anterior . 
| Gráfica de evolución demográfica de Guaminí entre 1895 y 2010 |
|                                                               |
| Fuentes: INDEC                                                |

## Personalidades destacadas
- Nelly Omar (1911-2013), cantante, actriz y compositora de tango y folclore.
- Roque Marrapodi (1929-1994), futbolista